# Хильфердинг, Франц
Франц Антон Кристоф Хильфердинг (нем. Franz Anton Christoph Hilverding (Hilferding) Van Wewen, 1710–1768) — артист балета, балетмейстер и педагог, предшественник балетных реформ Новерра. В 1758—1764 годах был балетмейстером петербургской балетной труппы.

## Биография
Хильфердинг происходил из известной театральной семьи, «главным образом состоявшей из актёров-кукольников, позже владельцев больших странствующих трупп актёров-импровизаторов, весьма в ту пору распространённых». Его отец, Йозеф Хильфердинг, был актёром, предпринявшим попытку создать постоянный драматический театр на Новом рынке в Вене.
Начинал свою карьеру как танцовщик в труппе Придворного театра в Вене. В 1730-х годах, начиная с 1734—1735 годов, совершенствовался в Париже, в классе педагога Мишеля Блонди.
В начале 1740-х годов вернулся в Вену, где балетной труппой Придворного театра тогда управляли Александр Филибуа и Компенсобер. В то время в Вене господствовала итальянская опера-seria, а «серьёзный балет» представлял из себя жанр в духе времён Людовика XIV, требовавший выступлений с маской на лице; в то же время он вовсе «не посягал на самостоятельность и лишь украшал оперные спектакли вставными танцами и короткими интермедиями»:258.
Хильфердинг одним из первых воплотил на практике идею действенного балета, создание самостоятельного жанра хореографического представления, основанного на драматургии. Его первым опытом в этом направлении был поставленный в 1740 году спектакль по трагедии Жана Расина «Британик». Деятельность хореографа в Вене была успешной и плодотворной и в 1750-е годы новый стиль прочно утвердился в Вене, а сам он приобрёл европейскую известность :34-35.
Его ученик Гаспаро Анджолини утверждал, что Хильфердинг

...был образован и воспитан не так, как полагалось воспитывать и как всё ещё воспитывают бо́льшую часть наших танцовщиков, то есть безо всякой культуры, за исключением культуры ног, а в ранней молодости прошёл науку изящной словесности и практику блестящего театра царствования Карла VI.— «Письма Гаспаро Анджолини к господину Новерру по поводу балетов-пантомим». Милан, 1773:259.
В конце 1750-х годов русский двор обратился к австрийскому императору с просьбой направить Хильфердинга в Санкт-Петербург. В результате он приехал в Россию в 1759 году с несколькими артистами. Придворная балетная труппа была слабо подготовлена для новых задач, поэтому на первых порах он ограничивался малыми формами. Постановка балета «Победа Флоры над Бореем» в 1760 году имела большой успех и вошла в историю как первый действенный балет на российской сцене. В Петербурге Гильфердинг сотрудничал с А. П. Сумароковым, который писал либретто для аллегорических балетов, прославляющих императрицу. Хильфердинг покинул Россию в 1765 году, его сменил Анджолини, который был его учеником и последователем ещё в Вене :35-38.

## Балетмейстер
В 1752—1757 годах поставил более 30 балетов для венских театров, в которых ещё до Новерра выступил как правозвестник идей действенного балета.
Вена
- 1752 — «Амур и Психея» на музыку Йозефа Старцера
- 1758 — «Великодушный турок» (к прибытию к австрийскому двору турецкого посланника)

Санкт-Петербург
- 1760 — «Возвращение весны, или Победа Флоры над Бореем» на музыку Йозефа Старцера (в 1765 году поставлен в Вене).
- 1762 — «Амур и Психея» (дан в честь коронации императрицы Екатерины II)

## Педагог
Среди учеников Хильфердинга — балетмейстер Гаспаро Анджолини и актриса, супруга Дэвида Гаррика Ева Мария Вигель.